# Karlie Kloss
Karlie Kloss (* 3. srpna 1992 Chicago) je americká modelka a podnikatelka. Mezi lety 2011 a 2014 byla tzv. Andělem společnosti Victoria's Secret. Profesionálnímu modelingu se věnuje od třinácti let.